# Kazan'
Kazàn' (in russo Казáнь?; in tàtaro Казан, Qazan [qɑˈzɑn]; in latino: Casanum o Cazanum) è la capitale della repubblica russa del Tatarstan e la sesta città della Russia per popolazione, con 1 257 391 abitanti.
È un importante centro di commercio, industria e cultura, ed è il più importante sito della cultura tatara. Si trova alla confluenza del Volga con la Kazanka, nella Russia europea centrale. La città è stata sede della XXVII Universiade dal 6 al 17 luglio 2013, e della XVI edizione dei Campionati mondiali di nuoto dal 24 luglio al 9 agosto 2015.
Nel 2017 ha ospitato la Confederations Cup, mentre nel 2018 ha ospitato i Campionati Mondiali di calcio.
Nel novembre 2021 ha ospitato i XXI Campionati Europei di nuoto in vasca corta presso l’Aquatic Palace.

## Etimologia
L'origine del toponimo non è chiara. La traduzione letterale della parola tatara qazan è caldaia o calderone, oppure potrebbe derivare da qazğan, con significato di fossato, canale. Sembra che i tatari ritengano il nome collegato alla similarità geografica della loro città con una padella, data la collocazione in una zona depressionale, sotto il livello del territorio circostante.
Una leggenda più romantica racconta, invece, di una principessa tatara che avrebbe perduto nel fiume una padella o un vassoio d'oro mentre lo stava lavando, nel luogo dove in seguito sarebbe sorta la città.

## Geografia
La città di Kazan' è situata sulla sponda orientale del fiume Volga, essendo solcata dal fiume Kazanka, affluente del fiume più lungo d'Europa. La distanza tra la città del Tatarstan e la capitale russa Mosca è di 820 chilometri.
Kazan' è prevalentemente situata in una zona pianeggiante-collinare.

## Storia
Non c'è certezza di quando la città sia stata fondata dai Bulgari del Volga, dal momento che i dati scritti per quel periodo storico sono veramente rari. Le stime si attestano tra gli inizi dell'XI secolo e il tardo XIII secolo con un posto di blocco al confine tra la Bulgaria del Volga e le tribù finniche.
L'11 maggio 2021 la città è stata colpita da una strage con arma da fuoco nell'istituto scolastico No. 175, coinvolgendo diversi studenti tra vittime e feriti. In seguito a questo evento, il Cremlino di Mosca ha deciso di riaprire il confronto politico sull'uso privato delle armi nel Paese.

## Monumenti e luoghi d'interesse

### Cremlino

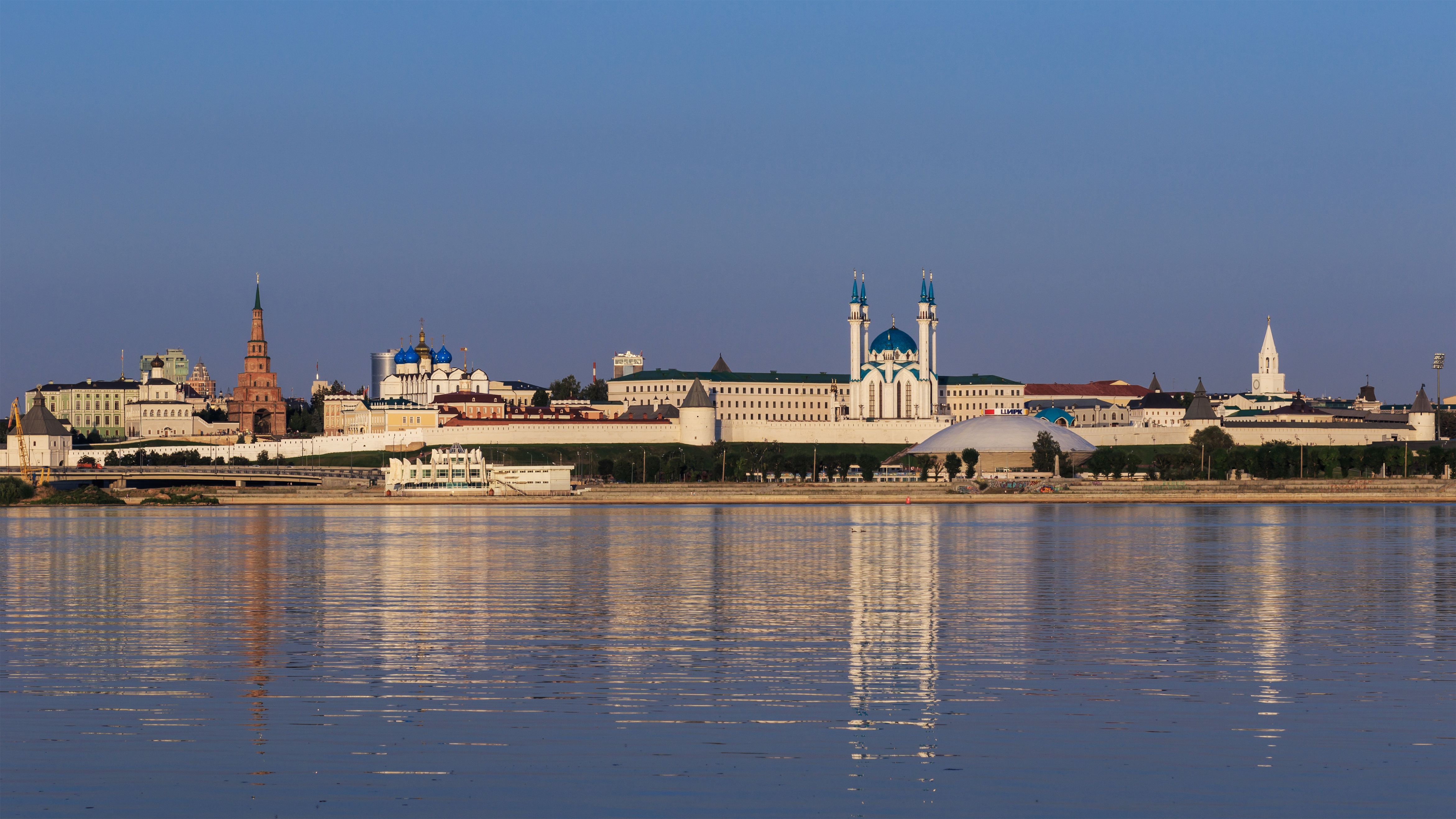
Cremlino di Kazan

All'interno del cremlino della città, considerato patrimonio dell'umanità dall'UNESCO, si trovano alcuni degli edifici più rappresentativi della capitale del Tatarstan. Ovvero:
- La Torre Sjujumbike, edificio simbolo del cremlino, la cui storia è ancora avvolta nel mistero;
- La Torre Spasskaja, che prende il nome dall'icona del Volto Santo (in russo Спас Нерукотворный?);
- La moschea di Qol-Şärif, considerata tra le più grandi moschee dell'intera Europa e la più grande del Tatarstan;
- La cattedrale dell'Annunciazione, per secoli la più importante chiesa ortodossa della città;
- Il monastero della Trasfigurazione, fondato nel 1556 da San Barsanufio di Tver'.

### Chiese e monasteri
Nonostante numerose demolizioni, avvenute durante il periodo sovietico, la città conserva ancora edifici religiosi cristiani di rilievo, come:
- La cattedrale dell'Epifania;
- La cattedrale di San Nicola;
- La cattedrale dei Santi Pietro e Paolo;
- La chiesa in memoria dei caduti durante l'assedio di Kazan';
- La chiesa di Santa Barbara;
- La chiesa di San Nicola;
- La chiesa dell'Esaltazione della Santa Croce (Cattolica);
- Il monastero della Madonna di Kazan';
- Il monastero della Dormizione Zilantov;
- Il monastero di San Giovanni Battista;
- Il monastero Kizičeskij;

Nelle immediate vicinanze di Kazan' hanno sede:
- Il monastero di Raifa.
- Il monastero della Dormizione di Svijažsk;

### Moschee
La città ospita varie moschee di particolare interesse storico e architettonico, come:
- La moschea Märcani;
- La moschea Nurulla;
- La moschea Äcem;
- La moschea Soltan;
- La moschea Apanay;
- La moschea Bornay;
- La moschea dell'Anniversario.

Altri luoghi d'interesse in città sono i seguenti:
- Il canale Bolaq;
- L'Arco dell'Anniversario;
- Il Palazzo degli agricoltori;
- Il Tempio di tutte le religioni.

## Festività
| 31 dicembre, 1, 2 gennaio | Celebrazioni del nuovo anno                                   |
| 7 gennaio                 | Natale ortodosso                                              |
| 8 marzo                   | Giornata internazionale della donna                           |
| 1º maggio                 | Festa dei lavoratori                                          |
| 9 maggio                  | Vittoria del popolo sovietico nella Grande guerra patriottica |
| 30 agosto                 | Fondazione della repubblica del Tatarstan                     |
| 6 novembre                | Giorno della costituzione                                     |
| 7 novembre                | Anniversario della rivoluzione socialista d'Ottobre           |

## Sviluppo demografico
| 1550 | 50 000    |
| 1708 | 40 000    |
| 1830 | 43 900    |
| 1839 | 51 600    |
| 1859 | 60 600    |
| 1862 | 63 100    |
| 1883 | 140 000   |
| 1897 | 130 000   |
| 1917 | 206 600   |
| 1926 | 179 000   |
| 1939 | 398 000   |
| 1959 | 667 000   |
| 1979 | 989 000   |
| 1989 | 1 094 400 |
| 1997 | 1 076 000 |
| 2000 | 1 089 500 |
| 2002 | 1 105 289 |
| 2008 | 1 180 238 |

## Geografia fisica

### Clima
Il clima di Kazan' è quello tipico della Russia centrale, più continentale di quello di Mosca.
D'inverno la temperatura di solito si mantiene sui −10 °C, −15 °C, ma non mancano giornate più fredde quando si scende fino a −25 °C.
L'estate dura da fine maggio a inizio settembre, la temperatura media nei mesi di giugno, luglio e agosto è di circa 25 °C, ma spesso quando arrivano venti dalla Russia meridionale può arrivare a 30-35 °C.

## Economia
Kazan è uno dei più importanti centri economici della Russia; le sue attività sono rilevanti soprattutto nel campo dell'industria e delle attività finanziarie. La città, terzo centro russo, dopo Mosca e San Pietroburgo, per la quantità di depositi bancari, è il maggior polo della regione economica del Volga per le costruzioni e gli investimenti. L'attività industriale di Kazan in particolare è molto vasta e ampiamente diversificata; le aziende di maggior rilievo, in gran parte attività nel periodo dell'Unione Sovietica, durante il quale la città fece parte del complesso militare-industriale con le sue fondamentali produzioni aeronautiche, sono: Kazan’orgsintez, grande centro petrolchimico; la Kazanskij aviacionnyj zavod, grande fabbrica famosa per la produzione di aerei Tupolev; la Kazanskij vertolëtnyj zavod che costruisce elicotteri di progettazione Mil; lo stabilimemto di costruzioni meccaniche Kazanskoe motorostroitel’noe proizvodstvennoe obʺedinenie (KAMPO); la fabbrica di materiale ottico-meccanico Kazanskij optiko-mechaničeskij zavod (KOMZ).

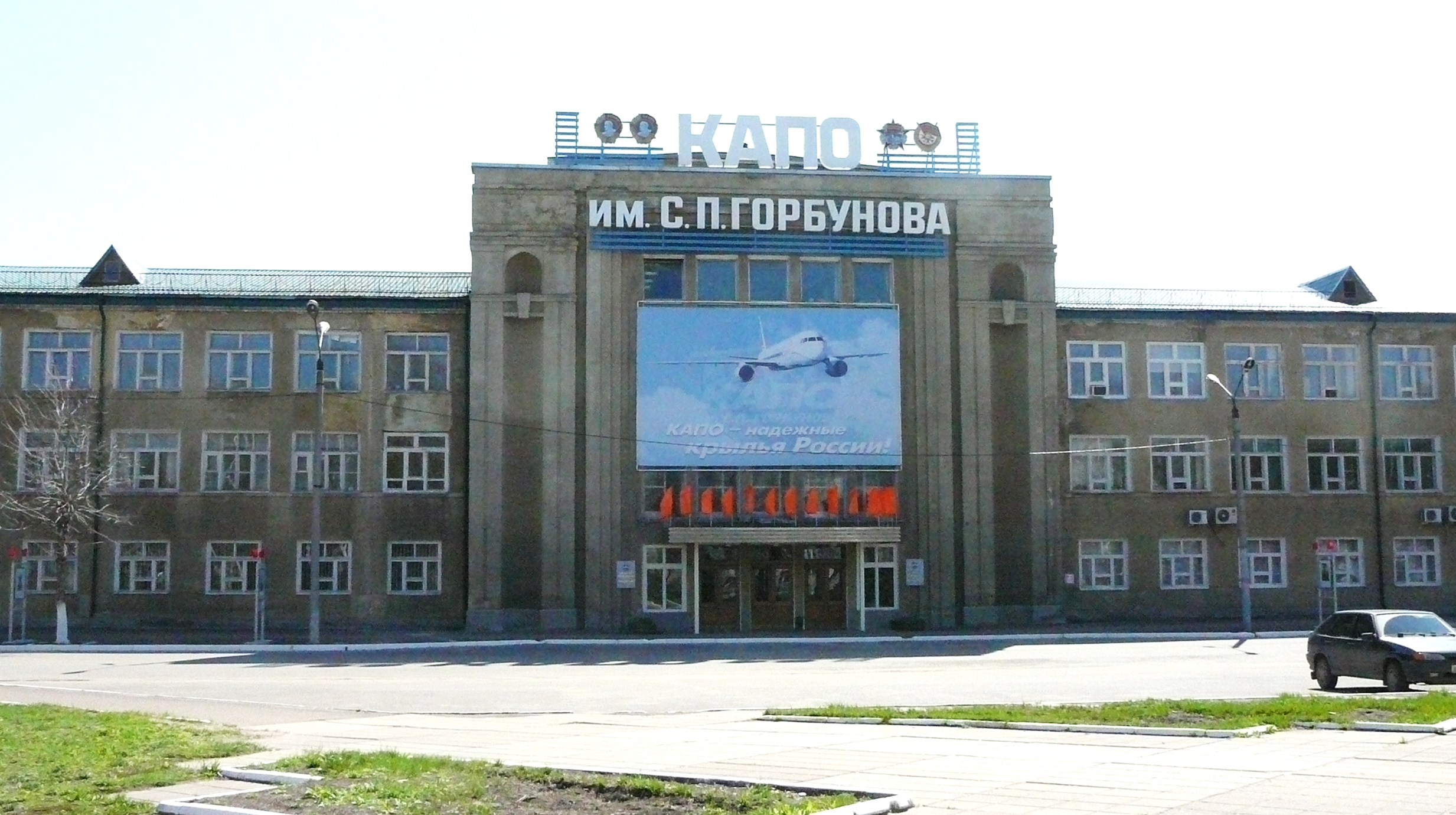
La Kazanskij aviacionnyj zavod (KAPO)
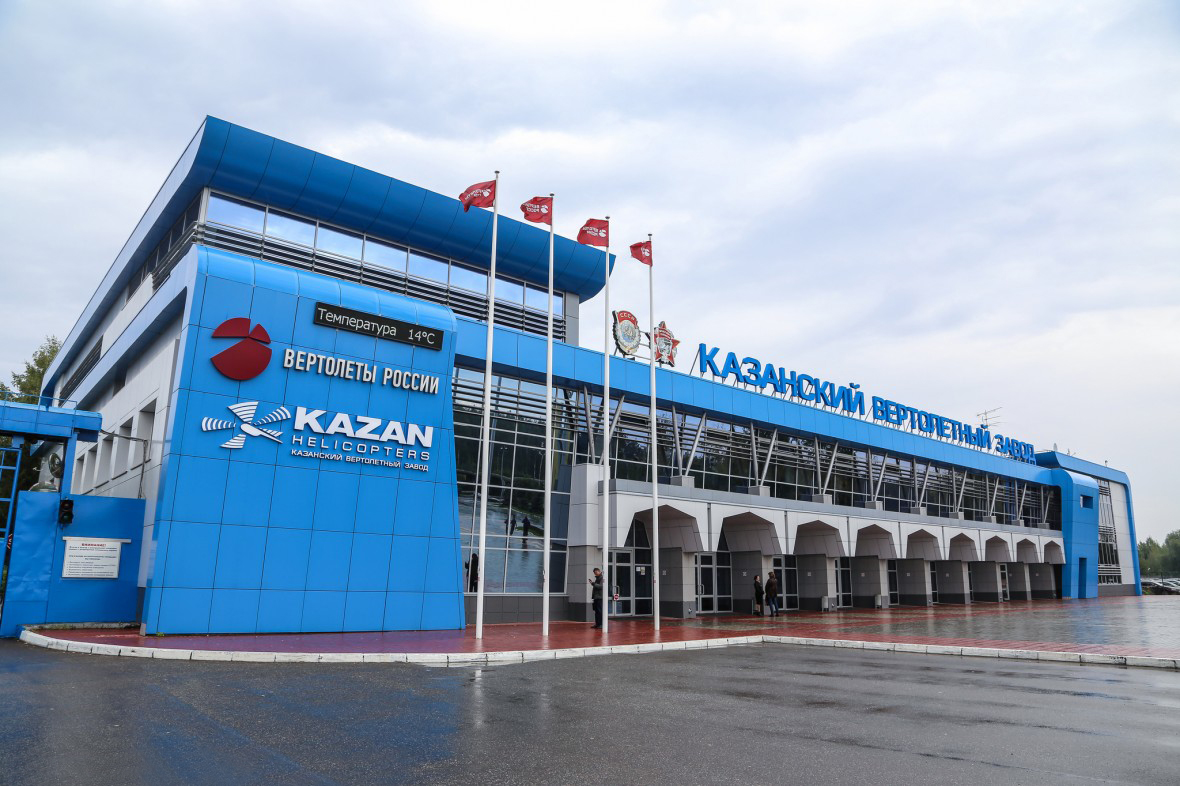
La Kazanskij vertolëtnyj zavod (KVZ)
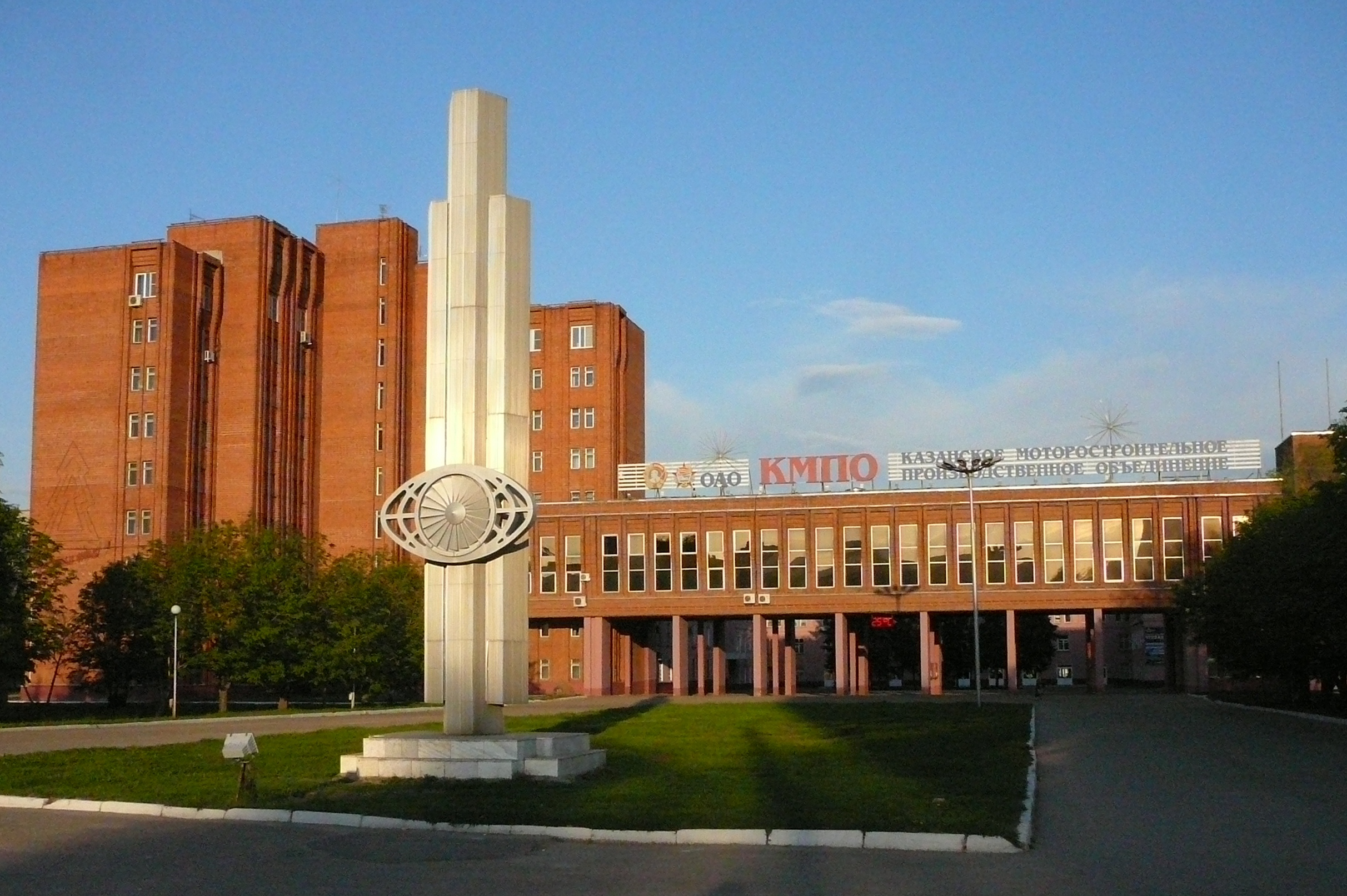
La Kazanskoe motorostroitel’noe proizvodstvennoe obʺedinenie (KAMPO)
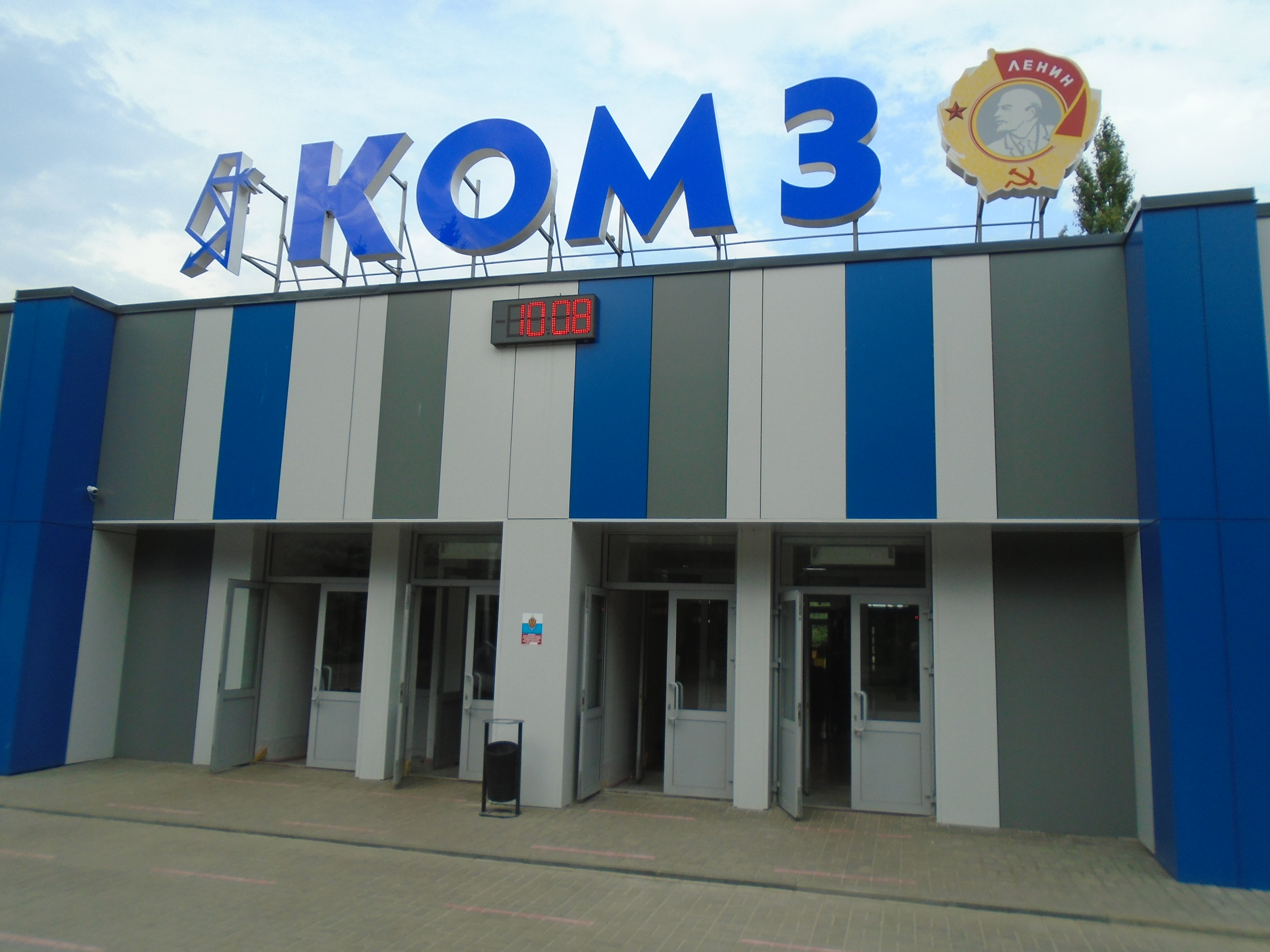
La Kazanskij optiko-mechaničeskij zavod (KOMZ)

## Amministrazione

### Gemellaggi
- Lijiang (città)

## Sport

### Calcio
La squadra principale della città è il Rubin Kazan'.

### Hockey su ghiaccio
L'Ak Bars Kazan' fu fondato nel 1956 e milita nella Kontinental Hockey League, campionato che ha vinto per due volte.

### Pallacanestro
La squadra principale della città è l'UNICS Kazan', che ha vinto tre Coppe di Russia, una Eurocup e una FIBA Europe League.

### Pallavolo
Volejbol'nyj Klub Zenit-Kazan' (in russo Волейбольный клуб Зенит-Казань) è una società pallavolistica maschile russa, con sede a Kazan' e militante nel massimo campionato russo, la Superliga.
È una tra le migliori squadre europee di pallavolo e nel suo palmarès vanta: 10 campionati russi, 7 Coppe di Russia 7 Supercoppe russe, 6 Coppe dei Campioni/Champions League, 1 Coppa del Mondo per club.